# 是金俊治
是金 俊治（これかね としはる、1937年11月3日 - 2013年3月18日）は、日本の実業家。小野薬品工業代表取締役社長を務めた。

## 人物・経歴
滋賀県出身。大阪市立大学経済学部卒業。1965年小野薬品工業入社。1986年取締役営業本部長に昇格。1990年常務取締役。1993年専務取締役。1995年代表取締役専務取締役。2001年代表取締役副社長。2005年取締役。取締役を退任予定だったが、2006年に岩井孝司の突然の辞職に伴い、急遽後任の代表取締役社長に就任した。2008年に健康上の理由で退任し、2013年に膵臓がんのため死去した。